# American Austrian Foundation
Die American Austrian Foundation (AAF) fördert die Völkerverständigung zwischen Österreich und den USA durch Programme in den Bereichen Medizin, Musik, bildende Künste, Diplomatie und Medien. Darüber hinaus soll die Brückenfunktion Österreichs zwischen Ost und West zum Gedankenaustausch genutzt werden.

## Geschichte
Die AAF wurde 1984 auf Initiative des damaligen österreichischen Bundespräsidenten Rudolf Kirchschläger gegründet. Gemeinsam mit den Open Society Foundations, dem damaligen Wissenschaftsminister Erhard Busek und der AAF wurde Anfang der 1990er-Jahre die finanzielle Basis für das Open Medical Institute (OMI) geschaffen, das Ärzten aus Schwellen- und Entwicklungsländern mit einem Ausbildungsprogramm Zugang zur modernen Medizin ermöglicht.

## Organisation
Vorsitzender der AAF ist Thomas McGrath, Präsident ist Robert Wessely. Als Geschäftsführerin fungiert Katharine Eltz-Aulitzky. Unterstützt wird der Vorstand von einem Stiftungsrat („Trustees“).

## Salzburg Stiftung der American Austrian Foundation
Die Salzburg Stiftung der American Austrian Foundation wurde 1995 als erste gemeinnützige Privatstiftung neuen Typs in Österreich zur Unterstützung wissenschaftlicher und kultureller Projekte der AAF gegründet. Vorrangiges Ziel dieser Stiftung ist es, Salzburg und Österreich als kulturelles und wissenschaftliches Zentrum Europas, aber auch als wichtigen internationalen Treffpunkt zu fördern. Zu diesem Zweck wurden Ausbildungs- und Austauschprogramme in den Bereichen Medizin, Musik, bildende Künste und Medien aufgebaut. Dank dieser Programme konnten mehr als 15.000 junge Menschen aus über 80 Ländern eine postgraduelle Ausbildung erhalten.
Um die Aktivitäten der Salzburg Stiftung der AAF weiter auszubauen, wurde im Jahr 2001 das Schloss Arenberg erworben.